# 中村清次
中村 清次（なかむら せいじ、1942年4月28日 - ）は、日本の実業家。商船三井代表取締役副社長、商船三井フェリー代表取締役社長、日本銀行政策委員会審議委員などを歴任。

## 経歴
- 福岡市出身
- 福岡県立修猷館高等学校、慶應義塾大学経済学部卒業[1]
- 1965年4月 - 商船三井入社
- 1992年6月 - 同社財務部長就任
- 1994年6月 - 同社取締役経理部長就任
- 1995年6月 - 同社取締役企画部長就任
- 1996年6月 - 同社常務取締役就任
- 1998年6月 - 同社代表取締役専務取締役就任
- 2000年6月 - 同社代表取締役副社長就任
- 2003年7月 - 商船三井フェリー代表取締役社長就任
- 2007年4月 - 日本銀行政策委員会審議委員就任
- 2012年4月 - 同委員退任
- 2013年6月 - 栗田工業取締役就任